# Clive W. J. Granger
Clive W. J. Granger (Swansea, 4 de septiembre de 1934-La Jolla, 27 de mayo de 2009) fue un economista británico. Fue laureado con el Premio del Banco de Suecia en Ciencias Económicas en memoria de Alfred Nobel en el 2003, conjuntamente con Robert F. Engle, “por haber desarrollado métodos de análisis temporales con tendencias comunes (cointegración)”.

## Trayectoria
Estudió en la Universidad de Nottingham, acabando su graduado en el año 1955 y su doctorado en el año 1959. Desde su graduación ocupó diversos puestos en distintos departamentos (matemáticas, economía y econometría). En el año 1974 se fue a la Universidad de California, en San Diego.
También trabajó en campos como la demografía, prospección económica, economía financiera y metodología.
Perteneció a la American Economic Association y a la Western Economic Association, siendo su presidente en el período 2002-2003.
Fue nombrado doctor honoris causa por la University of Nottingham en 1992, la Universidad Carlos III de Madrid en 1996, la Stockholm School of Economics en 1998 y la Universidad de Loughborough en 2002. 

## El método de Gabor-Granger
El método de Gabor-Granger es un método para determinar el precio de un nuevo producto o servicio. Fue desarrollado en la década de 1960 por Clive Granger y André Gabor. Es una variante de las pruebas de precios monódicas. 
Para usar el método de Gabor-Granger en una encuesta, debe hallarse el precio más alto que los encuestados están dispuestos a pagar. Hay muchas maneras de hacerlo, pero la más común consiste generalmente en elegir 5 puntos de precio para la encuesta y luego hacerle una pregunta de intención de compra de 5 puntos al demandado por un precio aleatorio de esos 5 puntos de precio establecidos. Si el encuestado responde entre las dos opciones principales - 'Definitivamente comprar' o 'Probablemente comprar' para esta pregunta, entonces se le hace la misma pregunta por un precio aleatorio que es más alto de lo que se acaba de pedir. Si no está en el top 2, entonces se le hace al encuestado la misma pregunta por un precio menor al azar. Esto se hace hasta que encuentre el precio más alto que el encuestado se encuentre en el top 2 en la Escala de intención de compra. Si no están en el top 2 por el precio más bajo de los 5, el encuestado generalmente se codifica como cero o se elimina del análisis.
Por ejemplo, supongamos que los 5 precios elegidos son 1, 2, 3, 4 y 5 €. Un primer precio elegido al azar podría ser 4 €. Si el encuestado está en el top 2 en el intento de compra, entonces solo queda 5 € más, por lo que se le pide al demandado que intente comprar a ese precio. Si está en el top 2 en 5 €, el encuestado tiene un código de 5 €, ya que es el precio más alto que están entre los 2 primeros a pagar. Si no están en los primeros 2 con 5 €, el encuestado tiene un código de 4 €, ya que este fue el precio más alto que está dispuesto a pagar. Si el encuestado no está en el top 2 con 4 €, entonces se le pide un precio menor al azar. Se continúa hasta que haya encontrado el precio más alto que el encuestado está dispuesto a pagar entre los puntos de precio. Esta es su variable Gabor-Granger.
Una vez que se tenga esta variable de Gabor-Granger, los resultados se pueden usar para generar un gráfico de demanda (donde eje x son los precios y eje y el porcentaje de personas dispuestas a pagar ese precio) y una curva de ingresos (donde el eje y es el porcentaje de ingresos óptimos y el eje x sigue siendo el precio).

## Libros
- Spectral Analysis of Economic Time Series, in association with M. Hatanaka, Princeton University Press, October 1964. (French translation: "Analyze spectrale des series temporelles en economie," Dunod, Paris 1969.)
- Predictability of Stock Market Prices, with O. Morgenstern, Heath and Co., Lexington, MA., November 1970.
- Speculation, Hedging and Forecasts of Commodity Prices, with W.C. Labys, Heath, and Co., December 1970. Japanese edition, 1976.
- Trading in Commodities, (Editor, plus author of three chapters), Woodhead-Faulkner, Cambridge, England in association with Investors Chronicle, 1974. Republished at Getting Started in London Commodities by Investor Publications, 1975. Third edition appeared 1980, fourth edition appeared 1983.
- Forecasting Economic Time Series, with Paul Newbold, Academic Press, March 1977. Second edition, October, 1986.
- Introduction to Bilinear Time Series Models, with A. Andersen, Vandenhoeck & Ruprect, Gottingen, 1978.
- Forecasting in Business and Economics, Academic Press, 1980. (Second edition 1989.) Chinese translation 1993. Japanese translation 1994.
- Modelling Economics Series: Readings in Econometric Methodology, Oxford University Press, 1990.
- Long Run Economic Relationships: Readings in Cointegration. Edited with R. Engle, Oxford University Press, 1991.
- Modelling Nonlinear Dynamic Relationships, with T. Teräsvirta. Oxford University Press, 1993.
- Empirical Modeling in Economics: Specification and Evaluation. Cambridge University Press, 1999.
- The Dynamics of Deforestation and Economic Growth in the Brazilian Amazon with Lykke Andersen, Eustaquio Reis, Diana Weinhold, and Sven Wunder. Cambridge University Press, 2002.

## Artículos destacados
1. - Granger, C. W. J.: 1969, Investigating causal relations by econometric models and cross-spectral methods, Econometrica 37, 424—438.
2. - Granger, C. W. J.: 1981, Some properties of time series data and their use in econometric model specification, Journal of Econometrics 16, 121—130.
3. - Granger, C. W. J.: 2001, Spurious regressions in econometrics, in B. H. Baltagi (ed.), A Companion to Theoretical Econometrics, Blackwell, Oxford, pp. 557—561.
4. - Granger, C. W. J. and Andersen, A. P.: 1978, Introduction to Bilinear Time Series Models, Vandenhoeck and Ruprecht, Göttingen.
5. - Granger, C. W. J. and Bates, J.: 1969, The combination of forecasts, Operations Research Quarterly 20, 451—468.
6. - Granger, C. W. J. and Hatanaka, M.: 1964, Spectral Analysis of Economic Time Series, Princeton University Press, Princeton, NJ.
7. - Granger, C. W. J. and Joyeux, R.: 1980, An introduction to long-memory time series models and fractional di:erencing, Journal of Time Series Analysis 1, 15—30.
8. - Granger, C. W. J. and Lee, T.-H.: 1990, Multicointegration, in G. F. Rhodes, Jr and T. B. Fomby (eds), Advances in Econometrics: Cointegration, Spurious Regressions and Unit Roots, JAI Press, New York, pp. 17—84.
9. - Granger, C. W. J. and Morgenstern, O.: 1970, Predictability of Stock Market Prices, Heath, Lexington, MA.
10. - Granger, C. W. J. and Newbold, P.: 1974, Spurious regressions in econometrics, Journal of Econometrics 2, 111—120.
11. - Granger, C. W. J. and Swanson, N. R.: 1996, Further developments in the study of cointegrated variables, Oxford Bulletin of Economics and Statistics 58, 374—386.
12. - Granger, C.W. J. andWeiss, A. A.: 1983, Time series analysis of error-correction models, in S. Karlin, T. Amemiya and L. A. Goodman (eds), Studies in Econometrics, Time Series and Multivariate Statistics, in Honor of T.W. Anderson, Academic Press, San Diego, pp. 255—278.